# Nikolai Kuznetsov
Nikolai Dmitriyevich Kuznetsov (tiếng Nga: Николай Дмитриевич Кузнецов; sinh ngày 19 tháng 2 năm 1999) là một cầu thủ bóng đá người Nga thi đấu cho F.K. Rotor-2 Volgograd.

## Sự nghiệp câu lạc bộ
Anh có màn ra mắt tại Giải bóng đá chuyên nghiệp quốc gia Nga cho F.K. Rotor-2 Volgograd vào ngày 19 tháng 7 năm 2017 trong trận đấu với FC Kaluga.